# Rick Wilson
Richard (Rick) C. Wilson (Atlanta (Georgia), 16 oktober 1969 - ?, 23 februari 1999) was een Amerikaans professioneel worstelaar die van 1995 tot 1998 bekend was in de World Championship Wrestling (WCW) als The Renegade.

## In het worstelen
- Finishers
  - Renegade Splash (Diving splash)

- Signature moves
  - Bearhug
  - Clothesline
  - Diving double axe handle
  - Front powerslam
  - Shoulderbreaker

## Prestaties
- World Championship Wrestling
  - WCW World Television Championship (1 keer)